# Untere Rötspitze
Die Untere Rötspitze (italienisch Spalla di Rosso) ist ein 3289 m ü. A. hoher Berggipfel des Umbalkamms in der Venedigergruppe an der Staatsgrenze zwischen Österreich und Italien. Die Erstbesteigung der Unteren Rötspitze erfolgte am 1. August 1871 bei der Erstbesteigung des Nordostgrates der Rötspitze durch Theodor Harpprecht mit Joseph Schnell. Harpprecht und Schnell führten dabei vermutlich die zweite Gipfelersteigung der Rötspitze durch.

## Lage
Die Untere Rötspitze liegt an der Grenze zwischen Osttirol (Bundesland Tirol) und Südtirol bzw. den Gemeinden Prägraten am Großvenediger und Prettau. Die Untere Rötspitze ist eine Rückfallkuppe am langen Nordostgrat der Rötspitze. Dieser verläuft ausgehend von der Rötspitze über die Untere Rötspitze und den Virgilkopf (3036 m ü. A.) zum Vorderen Umbaltörl (2926 m ü. A.). Östlich der Unteren Rötspitze liegt die Philipp-Reuter-Hütte im Umbaltal, westlich befindet sich die Lenkjöchlhütte zwischen dem Windtal und dem Röttal. Der Gipfelbereich der Unteren Rötspitze ist vergletschert. Im Westen liegt das Nördliche und Mittlere Rötkees, im Osten das Welitzkees. Die zu Südtiroler Gebiet gehörenden Bergflanken sind im Naturpark Rieserferner-Ahrn unter Schutz gestellt, jene auf Osttiroler Seite hingegen im Nationalpark Hohe Tauern.

## Aufstiegsmöglichkeiten
Die Untere Rötspitze wird in der Regel bei der Besteigung der Rötspitze über den Nordostgrat überschritten. Hierzu erfolgt der Aufstieg zunächst von der  Philipp-Reuter-Hütte oder der tiefer gelegenen Clarahütte zum Vorderen Umbaltörl. In der Folge wird am Nordostgrat der Virgilkopf überschritten (UIAA II) und die Firnkuppe der Unteren Rötspitze von einem Gratschartl aus erklommen. Alternativ kann das Gratschartl auch über Moränenhänge von der Philipp-Reuter-Hütte aus erreicht werden. Einen geringeren Schwierigkeitsgrad weist der Aufstieg von der Lenkjöchlhütte über die Westflanke (UIAA I) auf.